# Риу-ду-Пирис
Риу-ду-Пирис (порт. Rio do Pires)  —  муниципалитет в Бразилии, входит в штат Баия. Составная часть мезорегиона Юго-центральная часть штата Баия. Входит в экономико-статистический микрорегион Ливраменту-ду-Брумаду. Население составляет 11 944 человека на 2006 год. Занимает площадь 889,359 км². Плотность населения — 13,4 чел./км².

## История
Город основан в 1962 году.

## Статистика
- Валовой внутренний продукт на 2003 год составляет 23 557 343,00 реалов (данные: Бразильский институт географии и статистики).
- Валовой внутренний продукт на душу населения на 2003 год составляет 1967,38 реалов (данные: Бразильский институт географии и статистики).
- Индекс развития человеческого потенциала на 2000 год составляет 0,635 (данные: Программа развития ООН).